# سوآمانووا
سوآمانووا (به لاتین: Soamanova) یک منطقهٔ مسکونی در ماداگاسکار است که در ونگایندرانو واقع شده‌است. سوآمانووا ۱۱٬۰۰۰ نفر جمعیت دارد و ۱۹ متر بالاتر از سطح دریا واقع شده‌است.